# John Paul Jones (muzician)

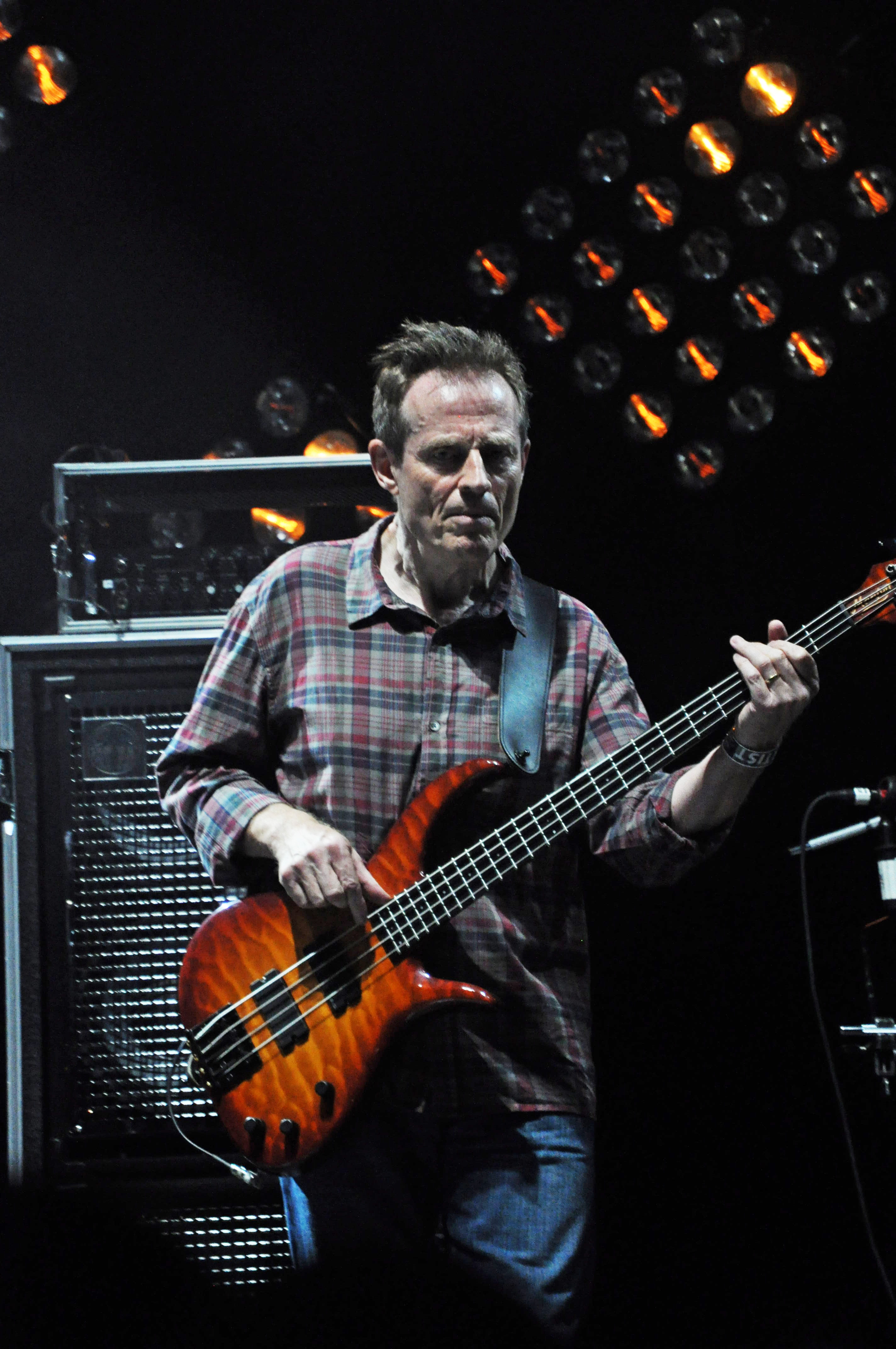
John Paul Jones, 2009

John Paul Jones (născut John Richard Baldwin, 3 ianuarie 1946) este un basist, clapist, producător și compozitor englez.
Cel mai cunoscut ca și basistul și claviaturistul trupei Led Zeppelin, Jones a cunoscut un mare succes și în cariera solo, fiind foarte respectat atât ca muzician cât și ca producător. Muzician versatil, Jones poate cânta și la chitară, koto, ukulele, violoncel, continuum.
Conform Allmusic, Jones "și-a lăsat amprenta în istoria muzicii rock & roll ca un muzician inovativ".